# موسیقی اسپرانتو
موسیقی اسپرانتو، موسیقی‌ای است که به زبان فراساخته‌ی اسپرانتو نوشته شده باشد، ضبط شده باشد و اجرا شده باشد. این اصطلاح گاه برای اشاره به موسیقی‌ای که به‌ترتیبی به زبان بین‌المللی اسپرانتو مرتبط باشد نیز به‌کار رفته است.
کیفیت زبانشناختی و موسیقائی موسیقی اسپرانتو متفاوت است. در برخی از موارد، خواننده‌ای که اسپرانتیست نیست به‌کمک نگارشی آوائی (phonetic transcription) و/یا راهنمائی اسپرانتودان (هائی) این کار را انجام می‌دهد، ولی در موارد ایده‌آل خواننده خود اسپرانتودانی مجرب است.
تاریخ اسپرانتو، که تقریباً بلافاصله پس از انتشار کتاب اول اسپرانتو در سال ۱۸۸۷آغاز گشت، و تا به امروز ادامه یافته است، همواره با موسیقی اسپرانتو نیز در ارتباطی تنگاتنگ بوده است. برای مثال خود لودویک زامنهوف سازندهٔ زبان اسپرانتو، که پیانو نیز می‌نواخت، متن سرود اسپرانتو را تحت عنوان «امید» (La Espero) سروده است.
منابع برخط (آن‌لاین) موسیقی اسپرانتو از جمله عبارتند از last.fm, SHOUTcast Radio و Music Panorama. هم‌چنین ویکی‌موسیقی اسپرانتو دربردارندهٔ بسیاری از ترانه‌های این زبان است.

## رادیو
به‌عنوان نمونه، Muzaiko یک فرستندهٔ رادیوئی ۲۴ساعته است که تماماً به زبان اسپرانتو است.

## موسیقی کلاسیک
- لو هریسون (Lou Harrison)، که در موسیقی خود از سبک‌ها و سازهای فرهنگ‌های زیادی در دنیا استفاده کرده است، از عناوین و متون اسپرانتو نیز در آثار خود بهرهٔ فراوانی جسته است و اثر مشهورش با عنوان La Koro-Sutro (1973) جزو کارهای بیادماندی اوست.
- دیوید گینز (David Gaines) از متون اسپرانتو در سمفونی شماره 1 (Esperanto) (۹۸–۱۹۹۴) و (بیش از این نتوانم گریست) (Povas plori mi ne plu) بهره برده است.
- مونتاگو سی. باتلر (Montagu C. Butler)

## موسیقی‌دانان، خوانندگان و گروه‌های اسپرانتیست
- Asorti kaj Sepa
- Alejandro Cossavella
- Amplifiki
- Amuziko
- Azaŭak
- Carlos Devizia
- DĴ Kunar
- Dolchamar
- Emĉjo
- Eterne Rima
- FaMo
- Flavio Fonseca
- Georgo Handzlik
- Gijom Armide
- Helena Melnikova
- inicialoj dc
- Jan Schroeder
- Johannes
- Jean-Marc Leclercq (JoMo)
- Jonny M
- Ĵuliana Evandro
- Kaj Tiel Plu
- Kálmán Smidéliusz
- Kim J. Henriksen
- Kajto
- Kim Ribeiro
- Kvaropo Sinkopo
- La Okulvitroj
- La Perdita Generacio
- La Porkoj
- Lucio Avitabile
- Magnus Persson
- Mikaelo Bronŝtejn
- Mikaelo Povorin
- Negro pou la vi
- Patrik Austin
- Persone
- Platano
- Roĝer Borĝes
- ŜANĜO[۱]
- Sepa kaj Asorti
- Shenja kaj Lena Wilke
- Stefo
- Tarcísio Lima
- Tone

## ترانه‌ها
- "La Espero"
- "Liza pentras bildojn"
- بیش از ۳۰۰۰ ترانهٔ اسپرانتو در ویکی‌موسیقی اسپرانتو Songwiki

## کمپانی‌ها و ناشران موسیقی اسپرانتو
- ESP-Disk
- Vinilkosmo
- Floréal Martorell
- Brazila-Esperanto-Ligo
- Edistudio
- Nigra Kato بایگانی‌شده  در ۸ دسامبر ۲۰۱۵ توسط Wayback Machine
- Rusa Esperantista Unio

## برنامه‌ها و پروژه‌ها
- Vinilkosmo kompil'
- Kolekto 2000
- Esperanto Subgrunde kompil'
- FESTO (Esperanto meeting)